# Футбольный матч «Манчестер Юнайтед» — «Манчестер Сити» (2009)
Матч 6-го тура английской Премьер-лиги сезона 2009/2010 между «Манчестер Юнайтед» и «Манчестер Сити» прошёл на стадионе «Олд Траффорд» в воскресенье, 20 сентября 2009 года. Он стал 153-м манчестерским дерби в истории.
На тот момент «Манчестер Юнайтед» являлся самой успешной командой в истории Премьер-лиги, а «Манчестер Сити» более 30 лет не выигрывал никаких трофеев. Однако в 2008 году «Сити» был куплен компанией Abu Dhabi United Group, которая обеспечила значительный приток инвестиций, что позволило осуществить трансферы высокооплачиваемых футболистов. Традиционное противостояние двух клубов из одного города стало ещё более принципиальным ввиду амбиций новых владельцев «Манчестер Сити», а также из-за трансфера аргентинского нападающего Карлоса Тевеса, ранее выступавшего за «Манчестер Юнайтед», но летом 2009 года перешедшего в «Манчестер Сити», что сопровождалось провокационной медийной кампанией и активно обсуждалось в прессе. Летом 2009 года и непосредственно перед матчем главные тренеры «Юнайтед» и «Сити», сэр Алекс Фергюсон и Марк Хьюз, обменивались едкими комментариями о командах соперника в прессе.
Счёт в матче открыл Уэйн Руни уже на второй минуте. На 16-й минуте Гарет Барри сравнял счёт. После «дублей» Даррена Флетчера и Крейга Беллами к концу 90 минут счёт был ничейным — 3:3. В добавленное судьёй время Майкл Оуэн забил победный гол «Манчестер Юнайтед» на 96-й минуте. После матча Фергюсон назвал игру «величайшим дерби всех времён». В 2012 году матч был признан лучшей игрой за 20 лет существования Премьер-лиги. Эта игра также регулярно включается в списки «величайших матчей в истории Премьер-лиги». Матч считается первым в серии манчестерских дерби XXI века, в которых соперничество двух клубов переросло из локального соперничества в элитное дерби мирового уровня. Победный гол, забитый Оуэном, и три голевые передачи Райана Гиггза признаются одними из лучших моментов в футбольной карьере обоих игроков.
Матч стал первым из четырёх встреч двух команд в сезоне 2009/10: помимо двух матчей Премьер-лиги в сентябре и апреле «Юнайтед» и «Сити» сыграли в двухматчевом полуфинале Кубка Футбольной лиги в январе 2010 года. «Красные» одержали три победы из четырёх. Карлос Тевес был одним из ключевых игроков в данном противостоянии, забивая или отдавая голевые передачи в трёх первых матчах, и сталкиваясь с капитаном «Юнайтед» Гари Невиллом как на футбольном поле, так и в прессе. Во всех манчестерских дерби того сезона потребовалось вмешательство полиции, также было совершено несколько арестов.

## Предыстория

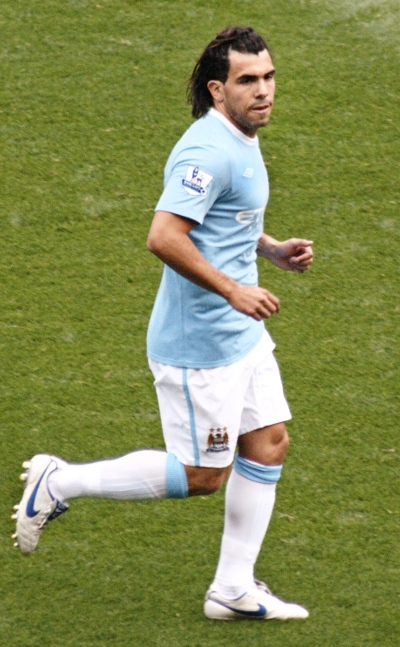
Карлос Тевес перешёл из «Юнайтед» в «Сити» летом 2009 года

Манчестерское дерби — матч между командами «Манчестер Сити» и «Манчестер Юнайтед», находящихся в графстве Большой Манчестер. До матча, описанного в данной статье, команды провели между собой 152 игры, первая из которых прошла в 1881 году. Первый матч был товарищеским и завершился победой клуба «Ньютон Хит» (так на тот момент назывался «Манчестер Юнайтед») над «Уэст-Гортон» (так на тот момент назывался «Манчестер Сити») со счётом 3:0. Первый официальный матч двух команд, имеющий турнирное значение, прошёл в 1891 году: это была игра в рамках квалификационного раунда Кубка Англии, в которой победу одержал «Ньютон Хит» со счётом 5:1. Перед встречей команд в сентябре 2009 года «Юнайтед» и «Сити» последний раз сыграли друг с другом в мае 2009 года, когда на стадионе «Олд Траффорд» «красные дьяволы» одержали победу со счётом 2:0, голы забили Криштиану Роналду и Карлос Тевес.
С середины 1970-х годов «Манчестер Юнайтед» выступал лучше, чем «Манчестер Сити». В 1990-е и 2000-е годы «красные дьяволы» финишировали выше «Сити», в какой-то момент (в сезоне 1998/99) находясь на два дивизиона выше, чем «голубые». Также «Манчестер Юнайтед» выиграл множество трофеев в 1990-е и 2000-е годы, тогда как «Сити» выиграл свой последний трофей в 1976 году.
После покупки «Манчестер Сити» инвесторами из Абу-Даби в 2008 году новые владельцы клуба заявили, что собираются приобрести в команду «лучших игроков мира», а также стабильно занимать места в «топ-4» Премьер-лиги и «выигрывать европейские трофеи». В летнее трансферное окно 2009 года «Сити» подписал Гарета Барри, Роке Санта Круса, Карлоса Тевеса, Эммануэля Адебайора, Коло Туре и Джолеона Лескотта; в общей сложности траты «Сити» составили около 120 млн фунтов. Ключевым приобретением «Сити» стало подписание аргентинского нападающего Карлоса Тевеса, выступавшего за «Манчестер Юнайтед» с 2007 по 2009 год. Тевес заявил, что он верит, что болельщики «Манчестер Юнайтед» примут его решение и не будут считать его «предателем». После объявления о трансфере «Манчестер Сити» повесил билборд в центре Манчестера, на котором был изображён Тевес на голубом фоне и фраза «Добро пожаловать в Манчестер». Главный тренер «Юнайтед» сэр Алекс Фергюсон оценил это действие как провокацию и назвал «Манчестер Сити» «мелким клубом с мелким мышлением», отметив также, что основными соперниками «Манчестер Юнайтед» в борьбе за чемпионский титул являются «Ливерпуль» и «Челси», а не «Манчестер Сити». Главный тренер «Сити» Марк Хьюз признал, что баннер был размещён в провокационных целях, но он рассматривал это как безобидную шутку, а заявления Фергюсона он предпочёл не комментировать, отметив, что уважает шотландского тренера.
У «Манчестер Юнайтед» ситуация с трансферами была хуже, чем у «Сити». Продав своего ключевого игрока Криштиану Роналду в «Реал Мадрид» за рекордные 80 млн фунтов и потеряв Карлоса Тевеса, покинувшего клуб в качестве свободного агента, руководство «Юнайтед» подписало им на замену только 29-летнего Майкла Оуэна (в качестве свободного агента), вингера Антонио Валенсию за 16 млн фунтов и малоизвестных Габриэля Обертана и Маме Бирама Диуфа, что резко контрастировало с огромными тратами «Манчестер Сити». В колонке для газеты The Guardian манчестерский журналист Дэниел Тейлор описал трансфер Майкла Оуэна как «удивительный» и даже «шокирующий»: Оуэн ранее играл за «Ливерпуль», принципиального соперника «Манчестер Юнайтед», и, несмотря на свои бомбардирские навыки во второй половине 1990-х и начале 2000-х годов, к 2009 году игрока связывали с переходом в клубы только в нижней части турнирной таблицы Премьер-лиги. Также Оуэн был известен как часто травмирующийся игрок. Фергюсон заявил, что он предпочёл Оуэна другим игрокам, в частности Давиду Вилье и Серхио Агуэро, из-за «заоблачных цен» на трансферном рынке, которые «Юнайтед», в отличие от «Сити», не мог себе позволить на тот момент. После того, как «Юнайтед» забил только 1 гол в двух стартовых турах Премьер-лиги (победа над «Бирмингем Сити» со счётом 1:0 и поражение от «Бернли» со счётом 0:1), Фергюсон и Оуэн подверглись критике в британской прессе, а также со стороны болельщиков клуба. 22 августа Оуэн забил свой первый гол за «Юнайтед» — свой первый гол в официальных матчах за более чем семь месяцев — в матче третьего тура Премьер-лиги против «Уиган Атлетик», после чего заявил, что собирается забить больше голов в футболке «Юнайтед».

### Перед матчем

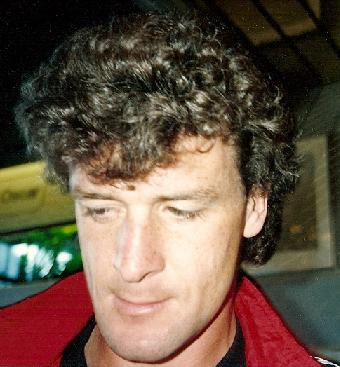
Главный тренер «Сити» Марк Хьюз ранее был игроком «Манчестер Юнайтед»

Перед матчем «Манчестер Юнайтед» занимал вторую строчку в турнирной таблице Премьер-лиги, отставая от лидировавшего «Челси» на три очка. «Манчестер Сити» занимал четвёртую строчку, имея равное количество очков с «Юнайтед», но сыграв на одну игру меньше. «Юнайтед» выиграл четыре из пяти стартовых матчей Премьер-лиги, а «Сити» выиграл все четыре из четырёх. Победа «Сити» над «Арсеналом» 12 сентября со счётом 4:2 означала самый лучший старт сезона у «Манчестер Сити» с 1961 года. Права на показ матча в Великобритании принадлежали телеканалу Sky Sports, матч был назначен на воскресенье, 20 сентября, на 13:30 по британскому летнему времени (BST).
На неделе перед матчем, который BBC описал как «одно из самых горячо ожидаемых дерби за многие годы», главные тренеры, а также некоторые игроки обоих клубов дали комментарии в прессе относительно предстоящей игры. Так, Фергюсон признал, что манчестерское дерби в прошедшие месяцы «поднялось на ступеньку выше», но при этом заметил, что главным дерби в Англии было и всегда будет соперничество с «Ливерпулем». Когда у главного тренера «Манчестер Юнайтед» спросили, может ли «Юнайтед» когда-нибудь подойти к матчу с «Сити» в качестве аутсайдера, Фергюсон ответил: «не при моей жизни». Хьюз заявил, что он был «изумлён» уровнем раздражения, который «Сити» вызывает у своего соперника, и что Фергюсон «устал» от вопросов журналистов про «Манчестер Сити», а не про свою команду. Хьюз, бывший игроком под руководством Фергюсона в 1980-е и 1990-е годы, отчасти повторил старый комментарий своего экс-наставника, заявив: «Моим величайшим достижением было бы сбросить „Юнайтед“ с первого места» (знаменитая цитата Фергюсона была такой: «Самым главным моим вызовом было не то, что происходит в данный момент, моим главным вызовом было сбросить „Ливерпуль“ с их долбаного насеста»).
Фергюсон предупредил Тевеса, что его ждёт враждебный приём на «Олд Траффорд» в случае, если он выйдет на поле, при этом отметив, что его «не волнует», сыграет ли Тевес или нет, и назвал лучшим игроком «Сити» Адебайора, который точно не мог принять участие в матче из-за дисквалификации. Хьюз в ответ на это заявил, что «Юнайтед» стал слабее, потеряв «двух важных игроков» в лице Криштиану Роналду и Тевеса и не найдя им адекватную замену. Тевес сказал, что не ждёт свиста со стороны болельщиков «Юнайтед», так как он полагает, что они не считают его «предателем», и предсказал победу «Сити» в том случае, если его команде удастся воспользоваться ошибками соперника в обороне.
Защитник «Манчестер Юнайтед» Патрис Эвра заявил, что дерби стало «более особенным в этом сезоне» и что он ожидает «потрясающую игру». Также Эвра пошутил, что если болельщики освистают его «друга Тевеса», он присоединится к болельщикам. Эвра признал, что «Сити» стал амбициозным клубом и что «Юнайтед» намерен остановить его в стремлении стать «королями» Манчестера. Другие защитники «Юнайтед» Рио Фердинанд и Неманья Видич также согласились с тем, что «Сити» стал более принципиальным соперником. Полузащитник «Манчестер Сити» Найджел де Йонг сказал, что весь Манчестер «гудит» в преддверии матча, так как отныне в городе есть «два больших клуба». Защитник «Манчестер Сити» Коло Туре заявил, что комментарии Фергюсона о «Сити» демонстрируют, что он «обеспокоен» успехами соперника, а полузащитник Стивен Айрленд сказал, что чувствует «страх» в лагере «Юнайтед» и надеется опередить соперника в турнирной таблице.

## Матч

### Выбор составов
Несколько игроков обеих команд не смогли принять участие в матче. Пол Скоулз был дисквалифицирован на один матч за удаление в предыдущей игре против «Тоттенхэма», Габриэль Обертан (икроножная мышца), Рафаэл (плечо), Эдвин ван дер Сар (палец) и Оуэн Харгривз (колено) не попали в заявку из-за травм. Участие в матче Рио Фердинанда также было под вопросом из-за травмы, однако в итоге Фердинанд вышел в стартовом составе. Главный бомбардир «Юнайтед» Уэйн Руни, забивший пять голов в пяти стартовых турах Премьер-лиги, вышел в основном составе вместе с болгарским нападающим Димитром Бербатовым. Пак Чи Сон заменил отсутствующего Скоулза в полузащите, а в остальном команда была та же, что и в предыдущем туре в матче против «Тоттенхэм Хотспур».
Робиньо (икроножная мышца), Майкл Джонсон (пах), Венсан Компани (голень) и Роке Санта Крус (колено) не попали в заявку «Сити» из-за травм. Также за «Манчестер Сити» не смог сыграть лучший бомбардир команды Эммануэль Адебайор, получивший обвинение в агрессивном поведении в игре против «Арсенала» и отбывающий трёхматчевую дисквалификацию, которую «Сити» не стал оспаривать. Адебайора в стартовом составе «Сити» заменил Карлос Тевес, участие которого было под вопросом из-за травмы, но в итоге аргентинец смог выйти на поле. За исключением замены Адебайора на Тевеса «Сити» выставил тот же состав, что и в предыдущей игре против «Арсенала».

### Обзор матча

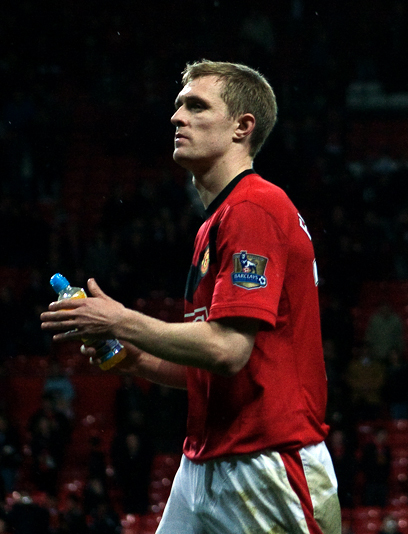
Даррен Флетчер забил два мяча в игре

Матч начался в 13:30 по британскому летнему времени на стадионе «Олд Траффорд», за матчем вживую наблюдали 75 066 зрителей. Счёт в игре был открыт уже на второй минуте: после быстрого ввода мяча Райан Гиггз отдал мяч Патрису Эвра, который по флангу прошёл Шона Райта-Филлипса и сделал пас на Уэйна Руни, который обвёл Коло Туре и Найджела де Йонга и отправил мяч в ворота Шея Гивена. Через 15 минут защитник «Сити» Джолеон Лескотт сделал длинную передачу в штрафную «Юнайтед», которую, казалось, должен был легко поймать Бен Фостер, однако Карлос Тевес сумел добраться до мяча быстрее вратаря «Юнайтед», после чего аргентинец отдал пас под удар Гарету Барри, сравнявшему счёт. На 27-й минуте судья показал первую жёлтую карточку: её получил Карлос Тевес за грубую игру против Рио Фердинанда. На 36-й минуте грубо сыграли уже против самого Тевеса: на аргентинце сфолил Андерсон, получивший жёлтую карточку. На 43-й минуте Неманья Видич был предупреждён за нарушение против Майки Ричардса, а минуту спустя Тевес получил возможность вывести свою команду вперёд, пробив в штангу ворот «Юнайтед» после хорошей комбинации с участием Коло Туре и Стивена Айрленда. К перерыву счёт был ничейным — 1:1. Когда игроки обеих команд шли в раздевалку, зрители с трибуны «Стретфорд Энд» освистывали Тевеса, на что аргентинец отреагировал «саркастическими» аплодисментами. Кто-то с трибун швырнул в Тевеса монету, она угодила в голову проходившему мимо запасному «Сити» Хавьеру Гарридо.
После перерыва «Юнайтед» быстро повёл в счёте: уже на 49-й минуте после навеса Райана Гиггза Даррен Флетчер выиграл верховую дуэль у Гарета Барри и головой отправил мяч в сетку ворот «Сити». Впоследствии возможности увеличить преимущество в счёте возникли у Пак Чи Сона и Гиггза, но они не смогли забить. Вместо этого на 52-й минуте «Сити» удалось сравнять счёт: Крейг Беллами прошёл защитника «Юнайтед» Джона О’Ши и с границы штрафной площади мощно пробил в дальний верхний угол ворот «Юнайтед». На 59-й минуте Беллами получил жёлтую карточку за грубый фол против Андерсона. На 62-й минуте Фергюсон сделал первую замену в матче: вместо Пак Чи Сона на поле вышел новичок команды Антонио Валенсия. После этого у «Юнайтед» возникали голевые моменты, но Гивен сделал несколько «сейвов» — после удара головой Димитра Бербатова с ближней дистанции, а затем и после мощного удара Гиггза. На 78-й минуте Фергюсон сделал вторую замену, выпустив на поле Майкла Оуэна вместо Бербатова. За 10 минут до окончания основного времени «Юнайтед» в третий раз вышел вперёд в счёте: Флетчер забил свой второй гол после передачи Гиггза, на этот раз после розыгрыша штрафного, назначенного за нарушение против Патриса Эвра . После этого «Сити» ответил опасными атаками, шансы забить были у Райта-Филлипса и Ричардса. На последней минуте основного времени матча вышедший на замену вингер «Сити» Мартин Петров перехватил неудачный пас Рио Фердинанда в районе центра поля и отдал передачу на Беллами, который пробежал по левому флангу и точно послал мяч в сетку ворот Фостера.
Судья Мартин Аткинсон сообщил резервному судье Алану Уайли, что к основному времени матча добавлено четыре минуты. Однако даже по истечении этих четырёх минутах игра продолжилась в связи с долгим празднованием второго гола Беллами и последней заменой «Юнайтед» — Майкл Каррик заменил Андерсона на третьей добавленной минуте. На шестой добавленной минуте после выноса мяча головой из штрафной «Сити» Гиггз принял мяч, обработал его и отдал пас на ход Майклу Оуэну, который нашёл свободное пространство на правом фланге обороны «Сити» и точным ударом отправил мяч в дальний угол ворот Шея Гивена. Благодаря этому голу «Юнайтед» одержал победу со счётом 4:3. Телевизионные камеры показали гнев Марка Хьюза, агрессивно апеллирующего к резервному судье Алану Уайли и ликование игроков «Юнайтед», трибун «Олд Траффорд» и прыгающего в восторге Алекса Фергюсона.

### Отчёт о матче
| Манчестер Юнайтед                        | 4:3                                    | Манчестер Сити                |
| ---------------------------------------- | -------------------------------------- | ----------------------------- |
| - Руни 2′ - Флетчер 49′ 80′ - Оуэн 90+6′ | (отчёт Премьер-лиги) (отчёт BBC Sport) | - Барри 16′ - Беллами 52′ 90′ |

| Манчестер Юнайтед | Манчестер Сити |

| Вр                 | 12 | Бен Фостер       |     |       |
| Защ                | 22 | Джон О’Ши        |     |       |
| Защ                | 5  | Рио Фердинанд    |     |       |
| Защ                | 15 | Неманья Видич    | 43' |       |
| Защ                | 3  | Патрис Эвра      |     |       |
| ПЗ                 | 13 | Пак Чи Сон       |     | 62'   |
| ПЗ                 | 24 | Даррен Флетчер   |     |       |
| ПЗ                 | 8  | Андерсон         | 36' | 90+3' |
| ПЗ                 | 11 | Райан Гиггз (к)  |     |       |
| Нап                | 9  | Димитр Бербатов  |     | 78'   |
| Нап                | 10 | Уэйн Руни        |     |       |
| Запасные:          |    |                  |     |       |
| Вр                 | 29 | Томаш Кушчак     |     |       |
| Защ                | 2  | Гари Невилл      |     |       |
| Защ                | 23 | Джонни Эванс     |     |       |
| ПЗ                 | 16 | Майкл Каррик     |     | 90+3' |
| ПЗ                 | 17 | Нани             |     |       |
| ПЗ                 | 25 | Антонио Валенсия |     | 62'   |
| Нап                | 7  | Майкл Оуэн       |     | 78'   |
| Главный тренер:    |    |                  |     |       |
| сэр Алекс Фергюсон |    |                  |     |       |

| Вр              | 1  | Шей Гивен        |     |     |
| Защ             | 2  | Майка Ричардс    |     |     |
| Защ             | 28 | Коло Туре (к)    |     |     |
| Защ             | 19 | Джолеон Лескотт  |     |     |
| Защ             | 3  | Уэйн Бридж       |     |     |
| ПЗ              | 34 | Найджел де Йонг  |     | 83' |
| ПЗ              | 18 | Гарет Барри      |     |     |
| ПЗ              | 8  | Шон Райт-Филлипс |     |     |
| ПЗ              | 7  | Стивен Айрленд   |     |     |
| Нап             | 39 | Крейг Беллами    | 58' |     |
| Нап             | 32 | Карлос Тевес     | 27' |     |
| Запасные:       |    |                  |     |     |
| Вр              | 12 | Стюарт Тейлор    |     |     |
| Защ             | 5  | Пабло Сабалета   |     |     |
| Защ             | 15 | Хавьер Гарридо   |     |     |
| Защ             | 16 | Силвиньо         |     |     |
| ПЗ              | 17 | Мартин Петров    |     | 83' |
| ПЗ              | 40 | Владимир Вайсс   |     |     |
| Нап             | 50 | Дэвид Болл       |     |     |
| Главный тренер: |    |                  |     |     |
| Марк Хьюз       |    |                  |     |     |

| Игрок матча: - Даррен Флетчер (Манчестер Юнайтед) Судейская бригада: - Помощники судьи: - Фил Шарп - Дэвид Ричардсон - Резервный судья: - Алан Уайли (Стаффордшир) | Регламент матча: - 90 минут основного времени. - Дополнительное время не предусмотрено. - Семь запасных с каждой стороны. - Максимум три замены у каждой команды. |

### Статистика матча

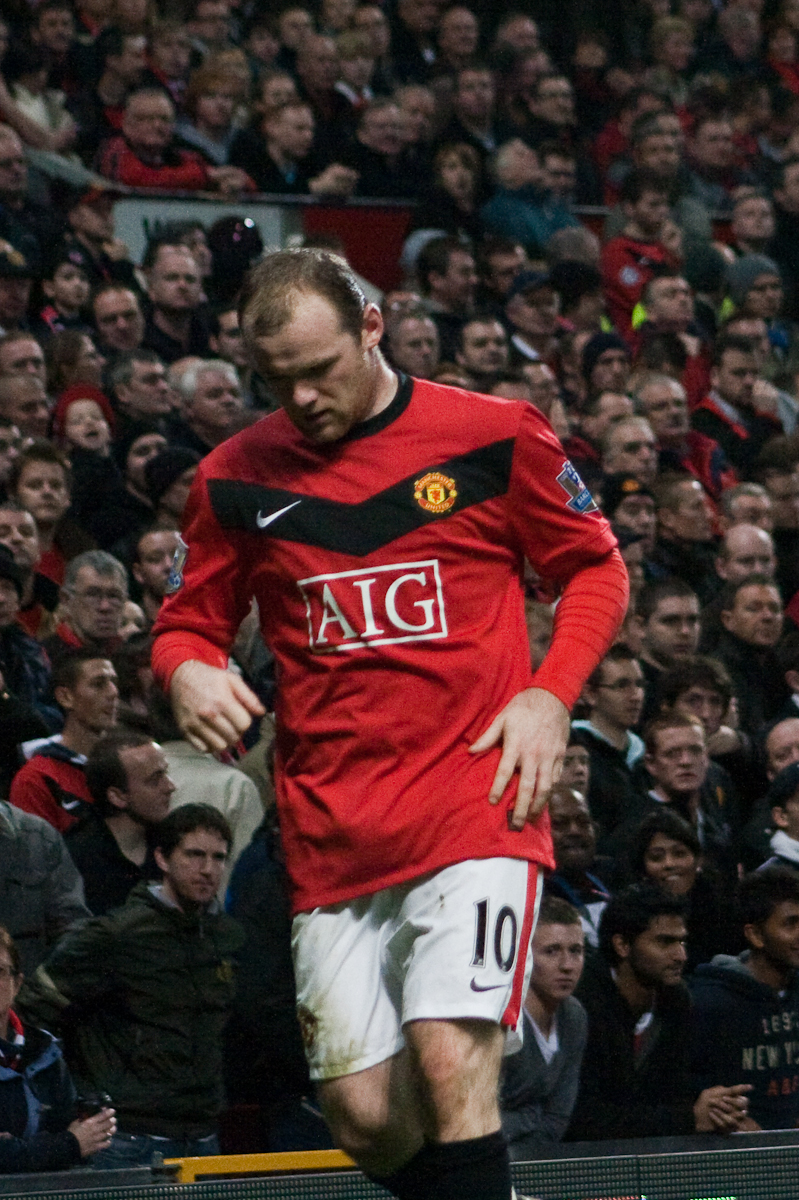
Уэйн Руни открыл счёт в матче

| Показатели            | Манчестер Юнайтед | Манчестер Сити |
| --------------------- | ----------------- | -------------- |
| Голы                  | 4                 | 3              |
| Владение мячом        | 59,5 %            | 40,5 %         |
| Удары в створ ворот   | 8                 | 4              |
| Удары по воротам      | 10                | 4              |
| Заблокированные удары | 6                 | 3              |
| Угловые               | 12                | 1              |
| Нарушения             | 15                | 16             |
| Перехваты             | 14                | 26             |
| Офсайды               | 0                 | 1              |
| Предупреждения        | 2                 | 2              |
| Удаления              | 0                 | 0              |
| Источник: Sky Sports  |                   |                |

## После матча
Иногда у вас есть шумный сосед, и вам приходится жить с этим. Вы ничего не можете с ним поделать, они продолжают шуметь. Но вы можете, и это мы показали сегодня, продолжать жить по-своему, включить свой телевизор и сделать его погромче. Игроки продемонстрировали свои умения и это и есть лучший ответ. Но они [Сити] всегда будут шумными!
Главный тренер «Манчестер Сити» Марк Хьюз подверг критике судью Мартина Аткинсона за то, что тот не остановил матч раньше, заявив, что у его команды «украли» ничью. Резервный судья Алан Уайли показал, что к основному времени было добавлено четыре минуты, а Майкл Оуэн забил победный гол на шестой добавленной минуте. «Манчестер Сити» направил официальную жалобу в Футбольную ассоциацию Англии на поведение Алана Уайли на бровке поля, включая шутливые разговоры с Алексом Фергюсоном и игнорирование вопросов Марка Хьюза об истечении добавленного времени. Хьюз был «разочарован» и «безумно расстроен» решением судей и добавил, что хотел бы услышать объяснения от Аткинсона, но признал, что это маловероятно. Глава судейского комитета Англии (Professional Game Match Officials Limited) Кит Хакетт проанализировал видеозаписи матча и заявил, что Аткинсон был прав и имел право увеличить игровое время не на четыре минуты (что является минимальным, а не максимальным добавленным временем), а на более длительный период, так как в течение этих четырёх минут были остановки. Марк Хьюз предложил во избежание подобных ситуаций в будущем использовать независимого от судьи «хранителя времени», который должен определять, сколько времени к матчу нужно добавить.
| Поз. | Команда           | И | В | Н | П | МЗ | МП | РМ  | О  |
| ---- | ----------------- | - | - | - | - | -- | -- | --- | -- |
| 1    | Челси             | 6 | 6 | 0 | 0 | 15 | 3  | +12 | 18 |
| 2    | Манчестер Юнайтед | 6 | 5 | 0 | 1 | 15 | 6  | +9  | 15 |
| 3    | Ливерпуль         | 6 | 4 | 0 | 2 | 16 | 9  | +7  | 12 |
| 4    | Манчестер Сити    | 5 | 4 | 0 | 1 | 11 | 5  | +5  | 12 |
| 5    | Астон Вилла       | 5 | 4 | 0 | 1 | 8  | 3  | +5  | 12 |
| 6    | Тоттенхэм Хотспур | 6 | 4 | 0 | 2 | 12 | 10 | +2  | 12 |

Сэр Алекс Фергюсон назвал прошедший матч «лучшим дерби всех времён» и заявил, что «Юнайтед» мог бы выиграть со счётом 6:0 или 7:0, если бы его команда не совершила несколько ошибок в обороне, при этом признав, что именно ошибки сделали матч «лучшим дерби». Главный редактор футбольного раздела BBC Sport Фил Макналти согласился с Фергюсоном в оценке матча, признав его «классикой» и сравнив с матчем «Ливерпуль» — «Ньюкасл Юнайтед» 1996 года, который также завершился со счётом 4:3. Фергюсон особо отметил Майкла Оуэна, забившего победный гол, назвав его игроком «мирового класса». Сам Оуэн сказал, что надеется, что забитый им гол развеет у болельщиков «Манчестер Юнайтед» все сомнения, связанные с его подписанием и отметил, что «Юнайтед» одержал заслуженную победу, так как доминировал на протяжении всего матча. Даррен Флетчер описал игру как «выматывающую» и «эмоциональную» и заметил, что «Сити» продемонстрировал, почему «Юнайтед» будет сложно защитить чемпионский титул. Он также отметил, что «Манчестер Юнайтед» продемонстрировал свой характер и волю к победе, а сам он очень рад, что забил свои первые голы в сезоне. Вратарь «Юнайтед» Бен Фостер описал игру как личную «катастрофу» из-за своих ошибок, которые привели к голам «Сити». Защитник «Сити» Джолеон Лескотт заявил, что у его команды «нет оправданий» плохой игре в обороне, но при этом, по его мнению, «Сити» заслуживал ничейного результата.
Марк Хьюз заявил, что он разочарован неумением своей команды сохранить нужный результат, но остался убеждённым, что «Сити» будет бороться за чемпионский титул, что, по его мнению, также подтвердил Алекс Фергюсон в послематчевом интервью. Лескотт согласился со своим главным тренером. Телевизионный комментатор Алан Хансен написал в колонке для The Daily Telegraph, что понадобится время, чтобы превратить «Сити» в команду «с единством и опытом, которые есть у „Юнайтед“ в избытке». Журналист Джеймс Лоутон в колонке газеты The Independent отметил, что победный гол «Юнайтед» был создан «объединённым опытом» Райана Гиггза и Майкла Оуэна.
По итогам сентября Фергюсон получил награду лучшего тренера месяца английской Премьер-лиги.
После матча был задержан 21-летний мужчина, которому полиция предъявила обвинения в незаконном проникновении на поле во время игры. Представители «Манчестер Сити» заявили, что клуб не будет подвергать дисциплинарным санкциям Крейга Беллами, который подошёл к выбежавшему на поле мужчине и «толкнул» его (по другой версии, нанёс ему удар рукой в лицо). Марк Хьюз и его ассистент Марк Боуэн выступили в защиту Беллами. Защитник «Юнайтед» Гари Невилл, который провёл игру на скамейке запасных, заявил, что футбол стал «слишком впечатлительным» после того, как Футбольная ассоциация Англии вынесла ему предупреждение в связи с празднованием победного гола. Хьюз обвинил Невилла в «сумасшедшем» поведении, когда последний, празднуя гол «Юнайтед», выскочил на поле, а затем побежал вдоль бровки к сектору болельщиков «Сити». И Беллами, и Невилл избежали наказания Футбольной ассоциации, хотя оба были предупреждены о недопустимости некорректного поведения в будущем. В декабре 2021 года, спустя 12 лет после самого матча, видео с выпрыгнувшим на поле Невиллом и пляшущим Фергюсоном, которые праздновали победный гол, стало вирусным в британских соцсетях.
После матча полиция Большого Манчестера арестовала 12 человек за нарушение общественного порядка на «Олд Траффорд», ещё 10 человек были арестованы в центре Манчестера, а 51 человек было выведено со стадиона по ходу матча. Хавьер Гарридо, в которого кинули монету в перерыве, заявил, что «Манчестер Юнайтед» якобы «создал атмосферу враждебности» по отношению к «Манчестер Сити». За бросок монеты «Юнайтед» не был подвергнут дисциплинарным санкциям, однако Футбольная ассоциация выпустила заявление, в котором попросила «Манчестер Юнайтед» принять «все необходимые меры по идентификации виновного, а также болельщика, выбежавшего на поле, и запрета для них на посещение будущих матчей».

### Другие встречи команд в сезоне

#### Полуфинал Кубка Футбольной лиги
После побед «Юнайтед» над «Тоттенхэм Хотспур» и «Сити» над «Арсеналом» в четвертьфинальных матчах Кубка Футбольной лиги в декабре 2009 года обе команды вышли в полуфинал турнира, где согласно жребию должны были сыграть друг с другом в двух полуфинальных матчах в январе 2010 года. Из-за холодов в Великобритании оба матча были перенесены. Перед первым полуфинальным матчем, который был назначен на 19 января, Гарри Невилл заявил, что Тевес не стоит 25 млн фунтов, которые «Юнайтед» должен был заплатить за его подписание и согласился с Фергюсоном, отказавшимся санкционировать его трансфер. Матч, который прошёл на стадионе «Сити оф Манчестер», выиграл «Манчестер Сити» со счётом 2:1; оба гола за «Сити» забил Тевес. Свой первый гол, забитый с пенальти, аргентинский нападающий отпраздновал, побежав в сторону скамейки запасных «Юнайтед» и демонстрируя жестами рук, что Невилл не прав, на что Невилл показал Тевесу средний палец. Свой второй гол Тевес отпраздновал, подбежав к бровке поля и зажав уши руками, повернувшись в сторону руководства «Юнайтед». Позднее аргентинец пояснил, что его задели комментарии Невилла и Фергюсона и он использовал свой гнев как мотивацию для своей игры. В послематчевом интервью для радиостанции Тевес назвал Невилла «придурком» и «подхалимом». Фергюсон не стал комментировать ссору игроков, заметив, что футболисты постоянно конфликтуют, а новый главный тренер «Сити» Роберто Манчини сказал, что надеется на то, что конфликт не продолжится. Оба игрока избежали наказания со стороны Футбольной ассоциации. Фергюсон отказался предупреждать своих игроков о недопустимости провокационного поведения, отметив, что не видит в этом необходимости.
После игры полиция арестовала 18 человек. Были конфискованы запрещённые к проносу на стадион предметы, включая шары для игры в гольф и дротики для дартса; один болельщик «Сити» кинул в Патриса Эвра зажигалку, когда защитник «Юнайтед» собирался сделать вбрасывание мяча из аута. 15 человек было арестовано за бросание в полицейских бутылок во время матча. Ещё 11 человек было арестовано в утренних рейдах полиции перед ответным матчем. Представители Футбольной ассоциации Англии провели встречи с обоими клубами с целью обеспечить безопасность ответной игры на «Олд Траффорд». На ответную игру было привлечено дополнительно 75 полицейских. Телеканал Sky Sports сравнил игру с «пороховой бочкой», а газета The Guardian отметила, что это была игра с «наивысшим риском» на стадионе «Олд Траффорд» во всём сезоне.
В ответной полуфинальной игре Кубка Футбольной лиги победу со счётом 3:1 одержал «Манчестер Юнайтед». Основное время закончилось со счётом 2:1 — за «Юнайтед» голы забили Пол Скоулз и Майкл Каррик, за «Сити» — Карлос Тевес. Так как по итогу двух матчей счёт стал ничейным — 3:3 — было назначено дополнительное время. В овертайме Уэйн Руни забил единственный гол и вывел «Юнайтед» в финал. После матча «Манчестер Юнайтед» предъявили обвинения в неподобающем поведении болельщиков на стадионе: некие лица швыряли предметы в Крейга Беллами, включая монету, попавшую ему в голову, и многочисленные бутылки. Мужчине из Стокпорта предъявили обвинения в связи с данным инцидентом, ещё шесть человек было арестовано по подозрению в причинении ущерба и сговоре с целью совершения общественных беспорядков. Впоследствии дело о броске монеты было прекращено по техническим причинам. По мнению журналиста The Guardian, победа в этом полуфинале была для «Юнайтед» «более ценной, чем приз», то есть собственно победа в турнире из-за принципиальности противостояния двух клубов.

#### Ответная игра в Премьер-лиге
В апреле 2010 года, перед ответной игрой двух команд в Премьер-лиге на стадионе «Манчестер Сити», полиция Большого Манчестера предупредила Тевеса и Невилла не совершать никаких действий или заявлений, которые могут спровоцировать беспорядки среди болельщиков. Фергюсон вновь заявил, что не сожалеет о том, что Тевес покинул клуб и признал, что манчестерское дерби стало «другим», так как «Сити» стал сильнее и претендует на завоевание трофеев. Тевес отметил, что до сих пор не понимает смысла билборда с надписью «Добро пожаловать в Манчестер», который вызвал негативную реакцию у «Юнайтед». Манчини признался, что предстоящий матч является одним из самых важных в истории клуба, так как победа увеличит шансы «Сити» квалифицироваться в Лигу чемпионов и продемонстрирует чемпионские амбиции команды на следующий сезон.
Сам матч завершился победой «Манчестер Юнайтед» со счётом 1:0, единственный гол на 93-й минуте забил Пол Скоулз. Это был уже третий победный гол в ворота «Сити», который игроки «Юнайтед» забили в добавленное время в сезоне 2009/10. В итоге «Юнайтед» завершил сезон на втором месте, уступив ставшему чемпионом «Челси» одно очко, а «Сити» стал лишь пятым и не квалифицировался в Лигу чемпионов, хотя попал в Лигу Европы УЕФА.

## Наследие

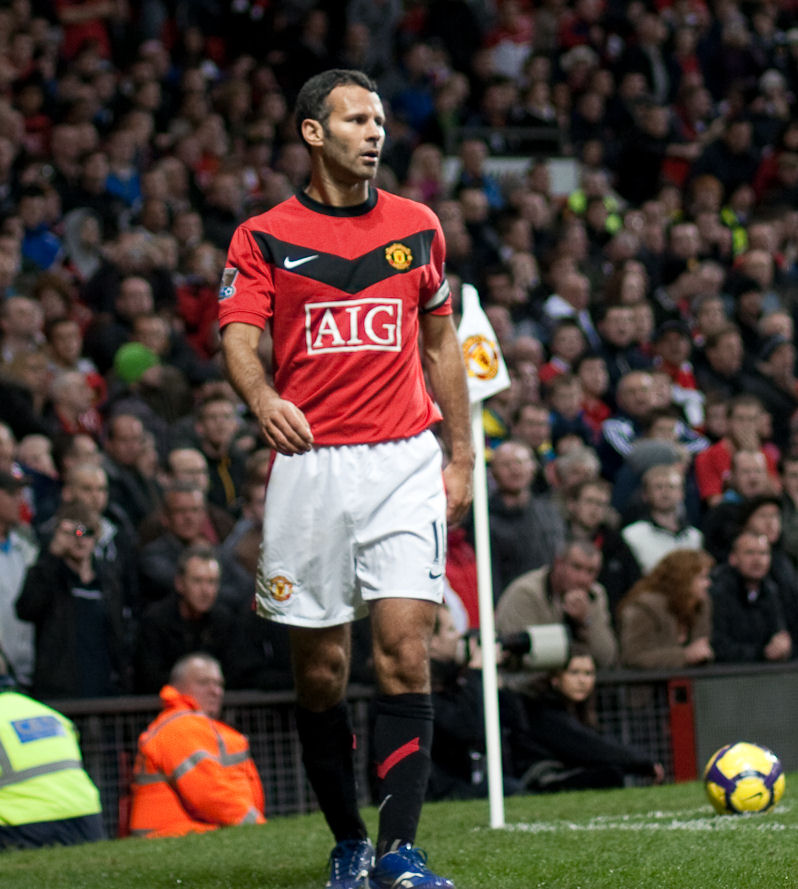
Выступление Райана Гиггза в матче считается одним из его лучших в футболке «Манчестер Юнайтед»

Победный гол Майкла Оуэна называют одним из самых драматичных голов, забитых им с 1998 года, когда он забил гол в матче между сборной Англии и сборной Аргентины на чемпионате мира. В 2013 году, когда Майкл завершил карьеру, газета The Independent назвала гол Оуэна в манчестерском дерби четвёртым в списке величайших голов в его карьере. В 2017 году газета The Guardian выбрала гол Оуэна в манчестерском дерби в список «шести лучших моментов» карьеры английского нападающего. В 2020 году гол Оуэна в этом матче был включён в список «10 лучших моментов манчестерского дерби» по версии beIN Sports, в 2021 году — в список «8 лучших моментов манчестерского дерби» по версии Planet Football. На церемонии включения в Зал славы английского футбола в 2014 году Оуэн включил гол в манчестерском дерби в список 10 голов, имеющих «особое место» в его сердце, а сам матч назвал одним из величайших футбольных матчей всех времён. В автобиографии «Перезагрузка» (англ. Reboot) Оуэн описал свой гол в манчестерском дерби как «культовый гол в важной игре» и «момент, за который меня всегда будут помнить». Гол Оуэна в этом матче считается последним «великим» моментом в его футбольной карьере и одним из самых запоминающихся голов, забитых в добавленное время, во всей истории Премьер-лиги.
На церемонии вручения наград по случаю 20-летия Премьер-лиги матч был признан «величайшим матчем за 20 лет существования Премьер-лиги». Матч считается величайшим манчестерским дерби в истории и регулярно включается в списки «величайших матчей в истории Премьер-лиги».
В 2012 году Райан Гиггз назвал матч «величайшим» в истории Премьер-лиги. В 2017 году Гиггз признался, что «атмосфера» в том матче была одна из лучших за всю его карьеру выступлений на стадионе «Олд Траффорд». Также Гиггз выбрал этот матч в список из пяти матчей, в которых он бы хотел сыграть снова. После того, как Гиггз завершил карьеру, издания The Guardian и ESPN включили выступление валлийского полузащитника в манчестерском дерби сентября 2009 года в список десяти величайших матчей в карьере Гиггза.

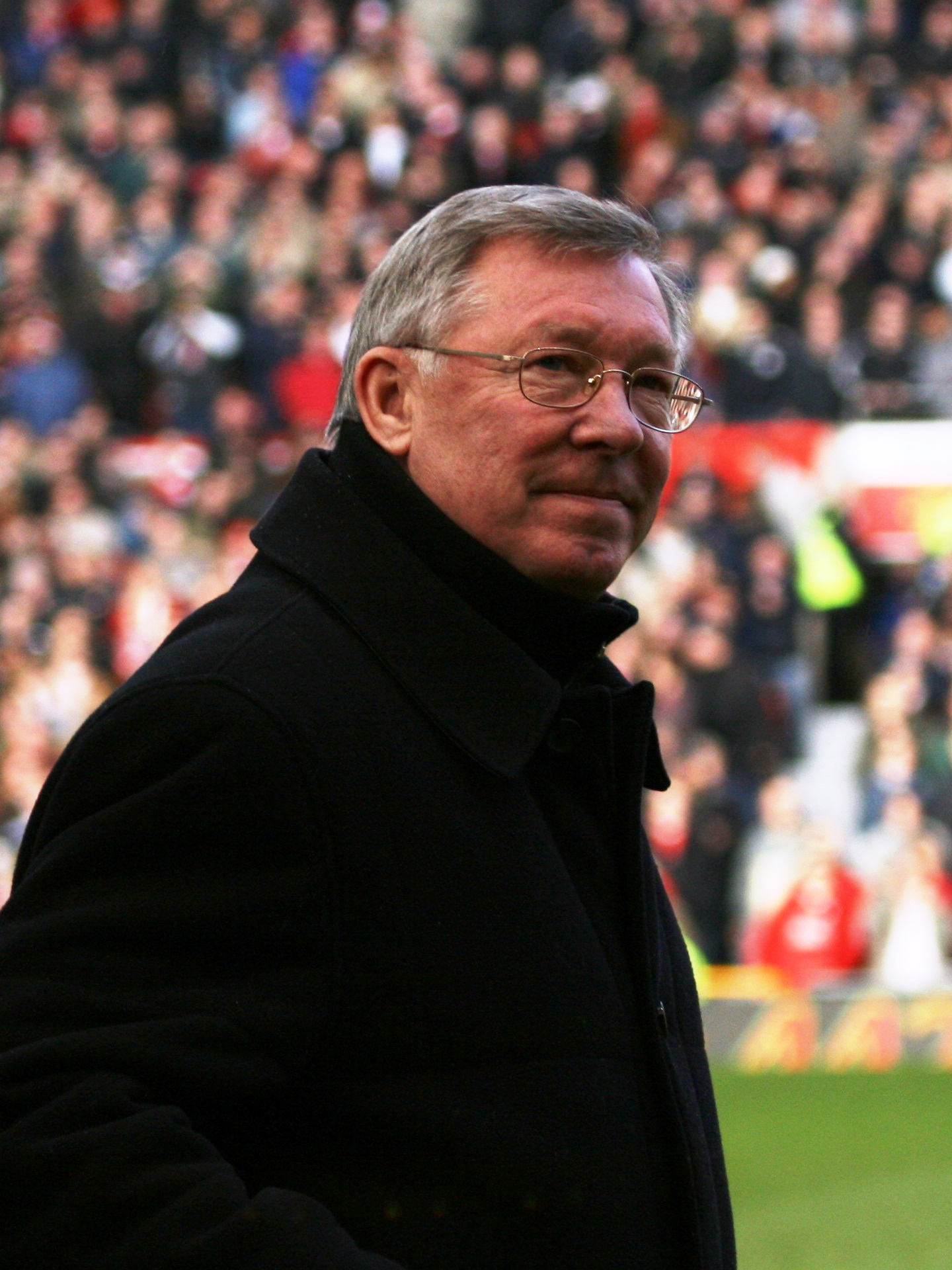
Сэр Алекс Фергюсон назвал «Манчестер Сити» «шумными соседями»

Шей Гивен, защищавший ворота «Манчестер Сити» в матче, после завершения карьеры заявил, что считает эту игру своей любимой, заметив, что в ней «было всё». Бен Фостер, защищавший ворота «Манчестер Юнайтед», признался, что его плохое выступление в том матче стало одной из причин, почему его карьера в «Юнайтед» не удалась. Так, Фостер заявил, что после матча, когда вся команда праздновала победу, Фергюсон «пригвоздил» его обвинениями в плохой игре и пригрозил, что если такое повторится, его карьера в клубе будет закончена. После этого Фостер провёл в Премьер-лиге только три матча, проиграв конкуренцию за место в основном составе Эдвину ван дер Сару и Томашу Кушчаку и в мае 2010 года был продан в «Бирмингем Сити».
В 2018 году Даррен Флетчер назвал этот матч своей любимой игрой всех времён.
Крейг Беллами, забивший в матче два гола, заявил в 2019 году, что этот матч стал переломным моментом, после которого история манчестерских дерби изменилась, а «Сити» стал полноценным претендентом на чемпионские титулы и кубки — в последующие 10 лет после матча «Манчестер Сити» выиграл 12 манчестерских дерби, а «Манчестер Юнайтед» только 10. Также «Сити» выиграл 13 трофеев за этот период — на пять больше, чем «Юнайтед». Шон Райт-Филлипс в 2020 году высказал схожее мнение, добавив, что поражение в том матче не было таким болезненным, так как игроки «Сити» знали, что клуб достигнет «новых высот». Дэвид Болл, 19-летний запасной «Сити» в той игре, позднее признался, что матч стал моментом, когда он был «ближе всего» к дебюту за «Манчестер Сити», так как Тевес получил ушиб и Марк Хьюз попросил Болла начать разминаться, однако в итоге Тевес остался на поле, а Болл покинул клуб в 2011 году, не сыграв за него ни одного матча.
Несмотря на сложные отношения Фергюсона и Хьюза, именно сэр Алекс стал первым человеком, позвонившим Хьюзу и выразившим свою поддержку после известий об увольнении Марка с поста главного тренера «Манчестер Сити» в декабре 2009 года. Фергюсон назвал решение об увольнении Хьюза «недопустимым» и выразил уверенность, что валлиец сумеет возобновить свою тренерскую карьеру. В подкасте 2021 года Хьюз повторил, что остался разочарованным решением Аткинсона продолжать матч даже после истечения четырёх добавленных минут, но признал, что это была «потрясающая игра» и «одно из самых лучших дерби».
Послематчевая фраза Фергюсона о «шумных соседях» считается одной из самых известных цитат шотландского тренера, как и его предматчевая насмешка, когда он назвал «Манчестер Сити» «мелким клубом с мелким мышлением».